# Stovpeț, Dubno
Stovpeț (în ucraineană Стовпець) este localitatea de reședință a comunei Stovpeț din raionul Dubno, regiunea Rivne, Ucraina.

## Demografie
Componența lingvistică a localității Stovpeț
     Ucraineană (99,44%)
     Alte limbi (0,56%)
Conform recensământului din 2001, majoritatea populației localității Stovpeț era vorbitoare de ucraineană (99,44%), existând în minoritate și vorbitori de alte limbi.